# Eriocaulon meeboldii
Eriocaulon meeboldii är en gräsväxtart som beskrevs av R. Ansari och Nambiyath Puthansurayil Balakrishnan. Eriocaulon meeboldii ingår i släktet Eriocaulon och familjen Eriocaulaceae. Inga underarter finns listade i Catalogue of Life.